# Les Bozos
Pour les articles homonymes, voir Bozo.
Les Bozos est un regroupement d'auteurs-compositeurs-interprètes québécois, formé en mai 1959, à qui appartenait une boîte à chansons nommée Chez Bozo qui était situé sur la rue Crescent, à Montréal, et où allaient chanter des chanteurs québécois et français. Le groupe avait été nommé en l'honneur d'une chanson de Félix Leclerc : « Bozo ». Les membres fondateurs du groupe étaient :
- Jacques Blanchet
- Hervé Brousseau
- Clémence DesRochers
- Jean-Pierre Ferland
- André Gagnon
- Claude Léveillée
- Raymond Lévesque

Plusieurs chanteurs, dont les membres fondateurs, se font connaître grâce à ce regroupement.